# Госе
Госе (яп. 御所市 Госэ-си) — город в Японии, находящийся в префектуре Нара. Площадь города составляет 60,58 км², население — 27 973 человека (1 августа 2014), плотность населения — 461,75 чел./км².

## Географическое положение
Город расположен на острове Хонсю в префектуре Нара региона Кинки. С ним граничат города Яматотакада, Касихара, Годзё, Кацураги, посёлки Такатори, Оёдо и село Тихаяакасака.

## Население
Население города составляет 27 973 человека (1 августа 2014), а плотность — 461,75 чел./км². Изменение численности населения с 1980 по 2005 годы:
| 1980 | 37 387 чел. |  |
| 1985 | 36 693 чел. |  |
| 1990 | 36 644 чел. |  |
| 1995 | 36 119 чел. |  |
| 2000 | 34 676 чел. |  |
| 2005 | 32 273 чел. |  |

## Символика
Деревом города считается камфорное дерево, цветком — рододендрон.